# Xứng danh tài nữ
《Xứng danh tài nữ》tên gốc là《Cân quắc kiêu hùng》(tên tiếng Hoa: 巾幗梟雄, tên tiếng Anh: Rosy Business) là bộ phim cổ trang chính kịch Hồng Kông do đài TVB sản xuất với sự tham gia của giám chế Lý Thiêm Thắng ra mắt lần đầu tiên vào năm 2009. Phim có sự tham gia của Đặng Tụy Văn và Lê Diệu Tường đảm nhận vai trò nam và nữ chính cùng với các diễn viên khác như Ngô Trác Hy, Nhạc Hoa, Thương Thiên Nga, Tạ Tuyết Tâm, Huệ Anh Hồng, Hồ Định Hân, Từ Thục Mẫn, Ngao Gia Niên và Lương Chứng Gia. Bộ phim là phần đầu tiên của loạt phim Cân quắc kiêu hùng.
Thành công về mặt thương mại, tuần phát sóng cuối cùng đạt 47 điểm TVRs với 3 triệu người xem trực tiếp, trở thành bộ phim truyền hình có tỷ suất người xem cao thứ hai ở Hồng Kông năm 2009.《Xứng danh tài nữ》đã nhận được 12 đề cử Giải thưởng thường niên TVB và 8 đề cử đạt Top 5 đề cử, chiến thắng sáu hạng mục trong số đó, trở thành bộ phim đoạt được nhiều giải thưởng lớn nhất trong năm. Các giải thưởng bao gồm hạng mục Phim hay nhất, hạng mục Nữ diễn viên chính xuất sắc nhất (Đặng Tụy Văn), hạng mục Nam diễn viên chính xuất sắc nhất (Lê Diệu Tường), hạng mục Nữ diễn viên phụ xuất sắc nhất (Tạ Tuyết Tâm), hạng mục Nam nhân vật được yêu thích nhất (Lê Diệu Tường) và hạng mục Nam diễn viên tiến bộ nhất (Ngao Gia Niên).

## Nội dung

### Bối cảnh lịch sử
Bộ phim này không nói rõ thời gian diễn ra chính xác, nhưng kịch bản có liên quan đến sự kiện Thái Bình Thiên quốc đánh chiếm Vô Tích nên ước tính bối cảnh sẽ rơi vào thời Mạt Thanh, từ những năm cuối Hàm Phong đến những năm đầu Đồng Trị.
Trong bộ phim này, lúc Tứ phu nhân (do Đặng Tụy Văn đóng) gặp khó khăn đã có Huệ Thân vương (do Quách Phong đóng) ra tay giúp đỡ, nhân vật này được cho là lấy hình mẫu từ Ngũ hoàng tử của vua Gia Khánh, Huệ Thân vương Miên Du, người đã phụng mệnh làm Đại tướng quân chỉ huy kháng chiến trong cuộc khởi nghĩa của Thái Bình Thiên quốc. Trùng hợp là trong "Thâm cung nội chiến ", một bộ phim khác có sự góp mặt của Đặng Tụy Văn, cô đã đóng vai mẹ ruột của Miên Du là Như phi nương nương.

### Tóm tắt sơ lược
Lấy bối cảnh ở tại vùng Vô Tích thuộc miền Đông của Trung Quốc vào giữa thế kỷ 19, Xứng danh tài nữ theo chân nhân vật thiên kim tri huyện Khang Bảo Kỳ (do Đặng Tụy Văn đóng) và gia tộc nhà họ Tưởng cao quý, chủ sở hữu của hãng gạo lớn nhất vùng Vô Tích - Khánh Phong Niên.
Hôn ước của Khang Bảo Kỳ và Tưởng Kiều (do Nhạc Hoa đóng) không thành do năm đó bất chợt xảy ra một trận thiên tai. Nhìn thấy cảnh dân đói lầm than, cha của Bảo Kỳ quyết định giấu Vua mở kho lương thực để cứu tế. Vì thế, cả gia đình nhà họ Khang đều bị xử trảm, chỉ có người duy nhất là Bảo Kỳ còn sống sót. Từ đó, cô lưu lạc khắp nơi để tránh khỏi sự truy sát của triều đình. Sau nhiều năm lang bạt, Bảo Kỳ cuối cùng cũng gặp lại vị hôn phu của mình. Tưởng Kiều của ngày nào nay đã trở thành vua gạo. Khi biết Bảo Kỳ còn sống, Tưởng Kiều ra sức che chở cho cô, tiếp tục mối duyên xưa. Không bao lâu sau, Bảo Kỳ trở thành Tứ phu nhân của Tưởng gia.
Từ khi bước chân vào Tưởng gia, Bảo Kỳ luôn bị đại phu nhân Ân Phụng Nghi (do Tạ Tuyết Tâm đóng) và nhị phu nhân Bành Kiều (do Thương Thiên Nga đóng) hãm hại, lại thêm Tam phu nhân Lưu Phương (do Huệ Anh Hồng đóng) nhút nhát luôn hùa theo hai người chị. Tuy nhiên, nhờ vào tài trí cùng tính tình đôn hậu, Bảo Kỳ luôn có cách hóa giải mọi chuyện. Tưởng Kiều trước khi qua đời đã giao lại gia nghiệp cho Bảo Kỳ, mong cô có thể tìm được người thừa kế xứng đáng, từ đó đã khiến mâu thuẫn giữa cô và những người vợ khác của Tưởng Kiều ngày càng căng thẳng.
Mặt khác, Sài Cửu (do Lê Diệu Tường đóng) - một thanh niên thông minh, ranh ma - vì nạn đói nên phải tới làm công cho Tưởng gia. Những ngày đầu làm việc, anh bị mọi người xem thường, chỉ có người duy nhất là Bảo Kỳ mới nhận ra tài năng của anh. Hai người họ lúc thì đấu trí đấu lực, lúc thì hỗ trợ giúp đỡ nhau. Dần dà, từ đối nghịch, Sài Cửu lại sinh lòng cảm mến, ngưỡng mộ sự bản lĩnh của Bảo Kỳ. Từ đó số phận của Sài Cửu và Bảo Kỳ gắn chặt vào nhau: lúc thân thiết, nghĩa tình nhưng cũng có lúc trở mặt thành thù… Tuy nhiên dù như thế nào, hai người họ vẫn là tri kỷ.

## Diễn viên

### Nhà họ Tưởng
| Diễn viên                             | Vai diễn                        | Miêu tả |
| ------------------------------------- | ------------------------------- | --- |
| Tuyết Ni 雪 妮                        | Quý Ngọc Như 季玉如             | Mẹ của Tưởng Kiều Mẹ chồng của Ân Phụng Nghi, Bành Kiều, Lưu Phương và Khang Bảo Kỳ Bà nội của Tưởng Tất Văn, Tưởng Tất Chính và Tưởng Tất Võ Bà nội chồng của Khâu Mẫn Bà thông gia của Khang Tử Vinh |
| Lý Nhật Thăng (lúc nhỏ) 李日昇        | Tưởng Kiều 蔣 喬                | Ông chủ Tưởng, Lão gia Chủ tiệm gạo Khánh Phong Niên Con trai của Quý Ngọc Như Chồng của Ân Phụng Nghi, Bành Kiều, Lưu Phương và Khang Bảo Kỳ Cha của Tưởng Tất Văn, Tưởng Tất Chính và Tưởng Tất Võ Cha chồng của Khâu Mẫn Ông thông gia của Khâu - Nhan Ngọc Khanh Em rể của Bành Khanh Con rể của Khang Tử Vinh Chết trong tập 18 |
| Hoàng Gia Lạc (trưởng thành) 黃嘉樂   | Tưởng Kiều 蔣 喬                | Ông chủ Tưởng, Lão gia Chủ tiệm gạo Khánh Phong Niên Con trai của Quý Ngọc Như Chồng của Ân Phụng Nghi, Bành Kiều, Lưu Phương và Khang Bảo Kỳ Cha của Tưởng Tất Văn, Tưởng Tất Chính và Tưởng Tất Võ Cha chồng của Khâu Mẫn Ông thông gia của Khâu - Nhan Ngọc Khanh Em rể của Bành Khanh Con rể của Khang Tử Vinh Chết trong tập 18 |
| Nhạc Hoa 岳 華                        | Tưởng Kiều 蔣 喬                | Ông chủ Tưởng, Lão gia Chủ tiệm gạo Khánh Phong Niên Con trai của Quý Ngọc Như Chồng của Ân Phụng Nghi, Bành Kiều, Lưu Phương và Khang Bảo Kỳ Cha của Tưởng Tất Văn, Tưởng Tất Chính và Tưởng Tất Võ Cha chồng của Khâu Mẫn Ông thông gia của Khâu - Nhan Ngọc Khanh Em rể của Bành Khanh Con rể của Khang Tử Vinh Chết trong tập 18 |
| Thẩm Trác Doanh (trưởng thành) 沈卓盈 | Ân Phụng Nghi 殷鳳儀            | Đại Phu nhân Con dâu cả của Quý Ngọc Như Vợ lớn của Tưởng Kiều Mẹ của Tưởng Tất Văn Đại nương của Tưởng Tất Chính và Tưởng Tất Võ Lợi dụng Bành Kiều Chèn ép Lưu Phương Bị Lưu Phương tát trong tập 21 Kẻ thù trời sinh của Khang Bảo Kỳ Thông đồng với Bành Khanh và Lâm Tri phủ Trong tập 25, bị suy tim sau khi chứng kiến Tưởng Tất Văn và Lý Tường Phát bị thiêu cháy chết, sau khi hồi phục, bà đã đến Tịnh uyển làm dọn dẹp trong một thời gian dài |
| Tạ Tuyết Tâm 謝雪心                   | Ân Phụng Nghi 殷鳳儀            | Đại Phu nhân Con dâu cả của Quý Ngọc Như Vợ lớn của Tưởng Kiều Mẹ của Tưởng Tất Văn Đại nương của Tưởng Tất Chính và Tưởng Tất Võ Lợi dụng Bành Kiều Chèn ép Lưu Phương Bị Lưu Phương tát trong tập 21 Kẻ thù trời sinh của Khang Bảo Kỳ Thông đồng với Bành Khanh và Lâm Tri phủ Trong tập 25, bị suy tim sau khi chứng kiến Tưởng Tất Văn và Lý Tường Phát bị thiêu cháy chết, sau khi hồi phục, bà đã đến Tịnh uyển làm dọn dẹp trong một thời gian dài |
| Sầm Bảo Nhi (trưởng thành) 岑寶兒     | Bành Kiều 彭 嬌                 | Nhị Phu nhân Em gái của Bành Khanh Con dâu thứ hai của Quý Ngọc Như Vợ hai (lẽ ra phải là vợ ba) của Tưởng Kiều Mẹ của Tưởng Tất Võ Nhị nương của Tưởng Tất Văn và Tưởng Tất Chính Bị Ân Phụng Nghi lợi dụng Chết trong tập 18 do bị trúng đạn của quân Thái Bình |
| Thương Thiên Nga 商天娥               | Bành Kiều 彭 嬌                 | Nhị Phu nhân Em gái của Bành Khanh Con dâu thứ hai của Quý Ngọc Như Vợ hai (lẽ ra phải là vợ ba) của Tưởng Kiều Mẹ của Tưởng Tất Võ Nhị nương của Tưởng Tất Văn và Tưởng Tất Chính Bị Ân Phụng Nghi lợi dụng Chết trong tập 18 do bị trúng đạn của quân Thái Bình |
| Hạ Trúc Hân (trưởng thành) 夏竹欣     | Lưu Phương 劉 芳                | Tam Phu nhân Con dâu thứ ba của Quý Ngọc Như Vợ ba (ban đầu là vợ hai) của Tưởng Kiều Mẹ của Tưởng Tất Chính Tam nương của Tưởng Tất Văn và Tưởng Tất Võ Mẹ chồng của Khâu Mẫn Bà thông gia của Khâu - Nhan Ngọc Khanh Bị Ân Phụng Nghi chèn ép Hiền lành nhưng rụt rè cho đến tập 21 khi cô đã tát Ân Phụng Nghi Chết trong tập 24 do bị bom nổ trúng |
| Huệ Anh Hồng 惠英紅                   | Lưu Phương 劉 芳                | Tam Phu nhân Con dâu thứ ba của Quý Ngọc Như Vợ ba (ban đầu là vợ hai) của Tưởng Kiều Mẹ của Tưởng Tất Chính Tam nương của Tưởng Tất Văn và Tưởng Tất Võ Mẹ chồng của Khâu Mẫn Bà thông gia của Khâu - Nhan Ngọc Khanh Bị Ân Phụng Nghi chèn ép Hiền lành nhưng rụt rè cho đến tập 21 khi cô đã tát Ân Phụng Nghi Chết trong tập 24 do bị bom nổ trúng |
| Chu Kỳ Văn (lúc nhỏ) 朱倚雯           | Khang Bảo Kỳ 康寶琦             | Tứ Phu nhân Tên thật là Khang Bảo Yến (康寶燕) Con gái của Khang Tử Vinh Con dâu thứ tư của Quý Ngọc Như Vợ tư của Tưởng Kiều Tứ nương của Tưởng Tất Văn, Tưởng Tất Chính và Tưởng Tất Võ Trở thành bạn bè và là bà chủ của Sài Cửu, sau đó trở thành bạn tri kỷ Kẻ thù trời sinh của Ân Phụng Nghi, Tưởng Tất Văn và Bành Khanh Luôn đánh giá khen ngợi Tưởng Tất Chính Làm đầu bếp phục vụ trong phủ của Vương gia Cùng Sài Cửu đến Thượng Hải chữa bệnh hai năm trong tập 25 |
| Tưởng Gia Mân (trưởng thành) 蔣家旻   | Khang Bảo Kỳ 康寶琦             | Tứ Phu nhân Tên thật là Khang Bảo Yến (康寶燕) Con gái của Khang Tử Vinh Con dâu thứ tư của Quý Ngọc Như Vợ tư của Tưởng Kiều Tứ nương của Tưởng Tất Văn, Tưởng Tất Chính và Tưởng Tất Võ Trở thành bạn bè và là bà chủ của Sài Cửu, sau đó trở thành bạn tri kỷ Kẻ thù trời sinh của Ân Phụng Nghi, Tưởng Tất Văn và Bành Khanh Luôn đánh giá khen ngợi Tưởng Tất Chính Làm đầu bếp phục vụ trong phủ của Vương gia Cùng Sài Cửu đến Thượng Hải chữa bệnh hai năm trong tập 25 |
| Đặng Tụy Văn 鄧萃雯                   | Khang Bảo Kỳ 康寶琦             | Tứ Phu nhân Tên thật là Khang Bảo Yến (康寶燕) Con gái của Khang Tử Vinh Con dâu thứ tư của Quý Ngọc Như Vợ tư của Tưởng Kiều Tứ nương của Tưởng Tất Văn, Tưởng Tất Chính và Tưởng Tất Võ Trở thành bạn bè và là bà chủ của Sài Cửu, sau đó trở thành bạn tri kỷ Kẻ thù trời sinh của Ân Phụng Nghi, Tưởng Tất Văn và Bành Khanh Luôn đánh giá khen ngợi Tưởng Tất Chính Làm đầu bếp phục vụ trong phủ của Vương gia Cùng Sài Cửu đến Thượng Hải chữa bệnh hai năm trong tập 25 |
| Diệp Thiên Nặc (lúc nhỏ) 葉天諾       | Tưởng Tất Văn 蔣必文            | Nhân vật phản diện chính của phim Đại thiếu gia, Tưởng Tất Văn Cháu nội đích tôn của Quý Ngọc Như Con trai cả của Tưởng Kiều Con trai duy nhất của Ân Phụng Nghi Con nuôi của Lý Tường Phát Anh cùng cha khác mẹ của Tưởng Tất Chính và Tưởng Tất Võ, sau đó đã chống lại hai người này Con kế của Bành Kiều, Lưu Phương và Khang Bảo Kỳ Cháu kế của Bành Khanh Cháu ngoại kế của Khang Tử Vinh Anh chồng của Khâu Mẫn Kẻ thù trời sinh của Sài Cửu và Khang Bảo Kỳ, đã hãm hại cả hai bằng nhiều cách và thậm chí nhiều lần cố gắng giết chết Sài Cửu (trong tập 17) nhưng đã thất bại Có mối quan hệ ngoài luồng với Tôn Hải Đường và luôn tìm cách hãm hại Sài Cửu, hắn gài bẫy Sài Cửu vì Sài Cửu cũng có tình cảm với Hải Đường Thông đồng với Bành Khanh và Lâm Tri phủ Thất bại trong việc mua chuộc Sài Cửu ở tập 9 Chết trong tập 25 do bị thiêu cháy cùng Lý Tường Phát |
| Ngao Gia Niên 敖嘉年                  | Tưởng Tất Văn 蔣必文            | Nhân vật phản diện chính của phim Đại thiếu gia, Tưởng Tất Văn Cháu nội đích tôn của Quý Ngọc Như Con trai cả của Tưởng Kiều Con trai duy nhất của Ân Phụng Nghi Con nuôi của Lý Tường Phát Anh cùng cha khác mẹ của Tưởng Tất Chính và Tưởng Tất Võ, sau đó đã chống lại hai người này Con kế của Bành Kiều, Lưu Phương và Khang Bảo Kỳ Cháu kế của Bành Khanh Cháu ngoại kế của Khang Tử Vinh Anh chồng của Khâu Mẫn Kẻ thù trời sinh của Sài Cửu và Khang Bảo Kỳ, đã hãm hại cả hai bằng nhiều cách và thậm chí nhiều lần cố gắng giết chết Sài Cửu (trong tập 17) nhưng đã thất bại Có mối quan hệ ngoài luồng với Tôn Hải Đường và luôn tìm cách hãm hại Sài Cửu, hắn gài bẫy Sài Cửu vì Sài Cửu cũng có tình cảm với Hải Đường Thông đồng với Bành Khanh và Lâm Tri phủ Thất bại trong việc mua chuộc Sài Cửu ở tập 9 Chết trong tập 25 do bị thiêu cháy cùng Lý Tường Phát |
| Ngô Nặc Hoằng (lúc nhỏ) 吳諾弘        | Tưởng Tất Chính 蔣必正          | Nhị thiếu gia, Tất Chính, Tưởng Tất Ngu Cháu nội thứ hai của Quý Ngọc Như Con trai thứ hai của Tưởng Kiều Con trai duy nhất của Lưu Phương Em cùng cha khác mẹ của Tưởng Tất Văn, sau đó đã đứng lên chống lại Tất Văn Anh cùng cha khác mẹ của Tưởng Tất Võ Con kế của Ân Phụng Nghi, Bành Kiều và Khang Bảo Kỳ Cháu kế của Bành Khanh Cháu ngoại kế của Khang Tử Vinh Chồng của Khâu Mẫn Con rể của Khâu - Nhan Ngọc Khanh Bạn chí cốt của Sài Cửu Tình cách tương đối đơn giản và có phần ngốc nghếch Được Khang Bảo Kỳ đánh giá cao Đã đánh Tưởng Tất Văn trong tập 20 và 22 Người thừa kế cuối cùng của Khánh Phong Niên |
| Ngô Trác Hy 吳卓羲                    | Tưởng Tất Chính 蔣必正          | Nhị thiếu gia, Tất Chính, Tưởng Tất Ngu Cháu nội thứ hai của Quý Ngọc Như Con trai thứ hai của Tưởng Kiều Con trai duy nhất của Lưu Phương Em cùng cha khác mẹ của Tưởng Tất Văn, sau đó đã đứng lên chống lại Tất Văn Anh cùng cha khác mẹ của Tưởng Tất Võ Con kế của Ân Phụng Nghi, Bành Kiều và Khang Bảo Kỳ Cháu kế của Bành Khanh Cháu ngoại kế của Khang Tử Vinh Chồng của Khâu Mẫn Con rể của Khâu - Nhan Ngọc Khanh Bạn chí cốt của Sài Cửu Tình cách tương đối đơn giản và có phần ngốc nghếch Được Khang Bảo Kỳ đánh giá cao Đã đánh Tưởng Tất Văn trong tập 20 và 22 Người thừa kế cuối cùng của Khánh Phong Niên |
| Từ Thục Mẫn 徐淑敏                    | Khâu Mẫn 丘 敏                  | Nhị thiếu phu nhân, A Mẫn Ban đầu là một kẻ lừa đảo, sau này trở thành một thành viên của gia tộc nhà họ Tưởng Con gái của Khâu - Nhan Ngọc Khanh Vợ của Tưởng Tất Chính và đang mang thai Em dâu của Tưởng Tất Văn Chị dâu của Tưởng Tất Võ Con dâu của Tưởng Kiều và Lưu Phương Con dâu kế của Ân Phụng Nghi, Bành Kiều và Khang Bảo Kỳ Cháu nội dâu của Quý Ngọc Như |
| Trần Tử Nhạc (lúc nhỏ) 陳子樂         | Tưởng Tất Võ 蔣必武             | Tam thiếu gia, Tất Võ, Võ Tử, Tiểu Võ Cháu nội thứ ba của Quý Ngọc Như Con trai thứ ba của Tưởng Kiều Con trai duy nhất của Bành Kiều Cháu trai của Bành Khanh Cháu ngoại kế của Khang Tử Vinh Con kế của Ân Phụng Nghi, Lưu Phương và Khang Bảo Kỳ Em chồng của Khâu Mẫn Em cùng cha khác mẹ của Tưởng Tất Văn và Tưởng Tất Chính, sau đó đã đứng lên chống lại Tất Văn |
| Lương Chứng Gia 梁證嘉                | Tưởng Tất Võ 蔣必武             | Tam thiếu gia, Tất Võ, Võ Tử, Tiểu Võ Cháu nội thứ ba của Quý Ngọc Như Con trai thứ ba của Tưởng Kiều Con trai duy nhất của Bành Kiều Cháu trai của Bành Khanh Cháu ngoại kế của Khang Tử Vinh Con kế của Ân Phụng Nghi, Lưu Phương và Khang Bảo Kỳ Em chồng của Khâu Mẫn Em cùng cha khác mẹ của Tưởng Tất Văn và Tưởng Tất Chính, sau đó đã đứng lên chống lại Tất Văn |
| Mã Hải Luân 馬海倫                    | Khâu - Nhan Ngọc Khanh 丘顏玉卿 | Khanh tẩu Ban đầu là một kẻ lừa đảo, sau này trở thành một thành viên của gia tộc nhà họ Tưởng Mẹ của Khâu Mẫn Mẹ vợ của Tưởng Tất Chính Bà thông gia của Tưởng Kiều và Lưu Phương |
| Trần Vinh Tuấn 陳榮峻                 | Chu Quảng 周 廣                 | Người làm của nhà họ Tưởng |
| Tăng Uyển Sa 曾婉莎                   | Tiểu Bình 小 萍                 | Người làm của nhà họ Tưởng |
| Lăng Lễ Văn 凌禮文                    | Toàn thúc 泉 叔                 | Người làm của nhà họ Tưởng |
| Hoàng Phụng Quỳnh 黃鳳瓊              | Điền tẩu 田 嫂                  | Người làm của nhà họ Tưởng |
| Giang Huy 江 暉                       | Tiểu Trương 小 張               | Người làm của nhà họ Tưởng |
| Lâm Ảnh Hồng 林影紅                   | Tiểu Hồng 小 紅                 | Người làm của nhà họ Tưởng |

### Tiệm gạo Khánh Phong Niên
| Diễn viên                | Vai diễn               | Miêu tả |
| ------------------------ | ---------------------- | --- |
| Nhạc Hoa 岳 華           | Tưởng Kiều 蔣 喬       | Ông chủ, đương gia đời thứ hai Xem tại Nhà họ Tưởng |
| Đặng Tụy Văn 鄧萃雯      | Khang Bảo Kỳ 康寶琦    | Bà chủ Xem tại Nhà họ Tưởng |
| Ngô Trác Hy 吳卓羲       | Tưởng Tất Chính 蔣必正 | Đương gia đời thứ ba Xem tại Nhà họ Tưởng |
| Trương Dực 張 翼         | Lý Tường Phát 李祥發   | Tường Phát thúc Đại chưởng quỹ Cha nuôi của Tưởng Tất Văn Thông đồng với Ân Phụng Nghi và Tưởng Tất Văn Chết trong tập 25 do bị thiêu cháy cùng Tưởng Tất Văn |
| Tôn Quý Khanh 孫季卿     | Hoa thúc 華 叔         | Nhị chưởng quỹ Thông đồng với Ân Phụng Nghi và Tưởng Tất Văn                                                                                                  |
| Lê Diệu Tường 黎耀祥     | Sài Cửu 柴 九          | Người làm, Công đầu (quản đốc), cuối cùng trở thành Tam chưởng quỹ Xem tại Nhà họ Sài                                                                         |
| Hoàng Văn Tiêu 黃文標    | Cường 強               | Người làm |
| Du Biểu 游 飈            | Thạch ca 石 哥         | Người làm |
| Hoàng Tử Hoành 黃子衡    | Uy 威                  | Người làm |
| Thiệu Trác Nghiêu 邵卓堯 | Long 龍                | Người làm Bạn tốt của Sài Cửu |
| Hứa Minh Chí 許明志      | Chí 志                 | Người làm Bạn tốt của Sài Cửu |
| Thang Tuấn Minh 湯俊明   | Đạt 達                 | Người làm Bạn tốt của Sài Cửu |
| Trương Quốc Hồng 張國洪  | Đinh 丁                | Người làm Bạn tốt của Sài Cửu |
| Dương Hồng Tuấn 楊鴻俊   | Thắng 勝               | Người làm Bạn tốt của Sài Cửu |

### Nhà họ Sài
| Diễn viên            | Vai diễn             | Miêu tả |
| -------------------- | -------------------- | --- |
| Hứa Bích Cơ 許碧姬   | Lương Tứ 梁 四       | Bà Tứ Mẹ nuôi của Sài Cửu |
| Lê Diệu Tường 黎耀祥 | Sài Cửu 柴 九        | Từng được Tôn Hải Đường gọi là kẻ hài hước Người làm ở tiệm gạo Khánh Phong Niên, sau thăng chức lên làm Công đầu và cuối cùng trở thành Tam chưởng quỹ Con nuôi của Lương Tứ Bị Bành Khanh sỉ nhục Trở thành bạn bè và kẻ thù của Khang Bảo Kỳ, sau trở thành bạn tri kỷ Chồng của Tôn Hải Đường Bạn chí cốt của Tưởng Tất Chính Kẻ thù của Tưởng Tất Văn và Bành Khanh Trong tập 10, anh đã bị Tôn Hải Đường vu khống anh cưỡng hiếp cô nhưng vô tình cô không hề biết anh đã bị Tưởng Tất Văn luôn tìm cách hãm hại anh, hắn gài bẫy anh vì anh cũng có tình cảm với cô Trong tập 17, anh đã bị sát hại bởi Tưởng Tất Văn nhưng sau đó được Bạch Lãng đại phu cứu giúp Trong tập 24, anh đã bị Bành Khanh trả thù bằng cách hãm hại anh, dụ anh đến trại của bệnh nhân bị bệnh ho ra máu để cứu Khang Bảo Kỳ sau đó khiến anh bị nhiễm bênh ho ra máu Chết trong tập 25 sau hai năm đến Thượng Hải chữa bệnh cùng Khang Bảo Kỳ |
| Hồ Định Hân 胡定欣   | Tôn Hải Đường 孫海棠 | Tình nhân cũ của Bành Khanh Tỳ thiếp của Sài Cửu Có mối quan hệ ngoài luồng với Tưởng Tất Văn Trong tập 10, cô đã vu khống Sài Cửu cưỡng hiếp mình nhưng vô tình cô không hề biết Sài Cửu đã bị Tưởng Tất Văn luôn tìm cách hãm hại anh, hắn gài bẫy Sài Cửu vì Sài Cửu cũng có tình cảm với cô Trong tập 14, cô đã bị Bành Khanh phát hiện mối quan hệ ngoài luồng với Tưởng Tất Văn Trong tập 15, cô đã bị Bành Khanh đuổi ra khỏi nhà |

### Nhà họ Bành
| Diễn viên                            | Vai diễn         | Miêu tả |
| ------------------------------------ | ---------------- | --- |
| Lương Liệt Duy (trưởng thành) 梁烈唯 | Bành Khanh 彭 鏗 | Khanh gia Bang chủ của Thanh Bang Anh trai của Bành Kiều Anh vợ của Tưởng Kiều Cậu kế của Tưởng Tất Văn và Tưởng Tất Chính Cậu của Tưởng Tất Võ Tình nhân cũ của Tôn Hải Đường Sỉ nhục Sài Cửu Kẻ thù của Sài Cửu và Khang Bảo Kỳ Thông đồng với Ân Phụng Nghi, Tưởng Tất Văn và Lâm Tri phủ Trong tập 23, hắn đã bị bắt giam và buộc tới phục vụ cho bệnh nhân bị bệnh ho ra máu, sau đó đã tìm cách trốn thoát Trong tập 24, hắn đã trả thù Sài Cửu bằng cách hãm hại Sài Cửu, hắn dụ Sài Cửu đến trại của bệnh nhân bị bệnh ho ra máu cứu để Khang Bảo Kỳ khiến Sài Cửu sau đó bị nhiễm bênh ho ra máu Trong tập 25, hắn đã bị nha môn bắt giữ vì tội xúi giục Tưởng Tất Văn đốt tiệm gạo Khánh Phong Niên và cướp tài sản của nhà họ Tưởng |
| Lý Thành Xương 李成昌                | Bành Khanh 彭 鏗 | Khanh gia Bang chủ của Thanh Bang Anh trai của Bành Kiều Anh vợ của Tưởng Kiều Cậu kế của Tưởng Tất Văn và Tưởng Tất Chính Cậu của Tưởng Tất Võ Tình nhân cũ của Tôn Hải Đường Sỉ nhục Sài Cửu Kẻ thù của Sài Cửu và Khang Bảo Kỳ Thông đồng với Ân Phụng Nghi, Tưởng Tất Văn và Lâm Tri phủ Trong tập 23, hắn đã bị bắt giam và buộc tới phục vụ cho bệnh nhân bị bệnh ho ra máu, sau đó đã tìm cách trốn thoát Trong tập 24, hắn đã trả thù Sài Cửu bằng cách hãm hại Sài Cửu, hắn dụ Sài Cửu đến trại của bệnh nhân bị bệnh ho ra máu cứu để Khang Bảo Kỳ khiến Sài Cửu sau đó bị nhiễm bênh ho ra máu Trong tập 25, hắn đã bị nha môn bắt giữ vì tội xúi giục Tưởng Tất Văn đốt tiệm gạo Khánh Phong Niên và cướp tài sản của nhà họ Tưởng |
| Tiển Địch Kỳ (lúc nhỏ) 冼迪琦        | Bành Kiều 彭 嬌  | Em gái của Bành Khanh Xem tại Nhà họ Tưởng |
| Sầm Bảo Nhi (trưởng thành) 岑寶兒    | Bành Kiều 彭 嬌  | Em gái của Bành Khanh Xem tại Nhà họ Tưởng |
| Thương Thiên Nga 商天娥              | Bành Kiều 彭 嬌  | Em gái của Bành Khanh Xem tại Nhà họ Tưởng |

### Sa Gia Bang (Tào vận Chấn Thiên)
| Diễn viên             | Vai diễn             | Miêu tả |
| --------------------- | -------------------- | --- |
| Quan Tinh 關 菁       | Sa Chấn Thiên 沙震天 | Đại trại chủ của Sa Gia Bang và Đại đương gia của Tào vận Chấn Thiên Huynh đệ kết nghĩa của Bành Khanh, sau đó trở mặt Đại ca của Mã Hùng và Sài Cửu Chết trong tâp 20 do bị thương nặng và bị giết bởi quân Thái Bình |
| Trịnh Gia Sinh 鄭家生 | Mã Hùng 馬 雄        | Nhị trại chủ của Sa Gia Bang và Nhị đương gia của Tào vận Chấn Thiên Chuyên gia sử dụng roi thần Huynh đệ của Bành Khanh, sau đó trở mặt Nhị đệ của Sa Chấn Thiên Nhị ca của Sài Cửu                                   |
| Lê Diệu Tường 黎耀祥  | Sài Cửu 柴 九        | Tam trại chủ của Sa Gia Bang kiêm Tam đương gia của Tào vận Chấn Thiên, sau trở thành Đại đương gia Tam đệ của Sa Chấn Thiên và Mã Hùng Xem tại Nhà họ Sài                                                             |
| Hầu Kiện Miên 侯健民  | A Báo 阿 豹          | Thành viên ở của Sa Gia Bang kiêm người làm của Tào vận Chấn Thiên |
| Diệp Vĩ 葉 暐         | Đao Tể 刀 仔         | Thành viên ở của Sa Gia Bang kiêm người làm của Tào vận Chấn Thiên |

### Diễn viên khác
| Diễn viên                | Vai diễn                   | Miêu tả |
| ------------------------ | -------------------------- | --- |
| Quách Phong 郭 峰        | Miên Du 绵 愉              | Thiết Mạo Tử Vương Gia Huệ Thân vương Cấp trên của Lâm Tri phủ và Khang Tử Vinh |
| Huỳnh Trí Hiền 黃智賢    | Triệu Nhất Minh 趙一鳴     | Triệu Sư soái Sư soái của Thái Bình Thiên Quốc Chết trong tập 23 do tự tử bằng súng hỏa mai |
| Lý Hồng Kiệt 李鴻傑      | Lâm Tri phủ 林知府         | Lâm Đại nhân Thông đồng với Ân Phụng Nghi, Tưởng Tất Văn và Bành Khanh Bị cắt chức và điều tra trong tập 25 |
| Vương Vĩ Lương 王偉樑    | Khang Tử Vinh 康梓榮       | Khang Đại nhân Cựu tri huyện của huyện Nam Thông Người cha quá cố của Khang Bảo Kỳ Ông thông gia của Quý Ngọc Như Cha vợ của Tưởng Kiều Ông ngoại kế của Tưởng Tất Văn, Tưởng Tất Chính và Tưởng Tất Võ Đã qua đời do bị xử trảm                      |
| Lý Khải Kiệt 李啟傑      | A Siêu 阿 超               | Thuộc hạ của Bành Khanh Phản bội Bành Khanh trong tập 23 nhưng cũng bị bắt giam và buộc tới phục vụ cho bệnh nhân bị bệnh ho ra máu Chết trong tập 23 do bị Bành Khanh giết trong trại tị nạn của bệnh nhân bị bệnh ho ra máu vì sự tạo phản trước đó |
| Huỳnh Dịch Phong 黃澤鋒  | A Tuấn 阿 俊               | Thuộc hạ của Bành Khanh Phản bội Bành Khanh trong tập 23 nhưng cũng bị bắt giam và buộc tới phục vụ cho bệnh nhân bị bệnh ho ra máu Chết trong tập 23 do bị Bành Khanh giết trong trại tị nạn của bệnh nhân bị bệnh ho ra máu vì sự tạo phản trước đó |
| Mạch Tử Nhạc 麥子樂      | A Báo 阿 豹                | |
| Dương Thụy Lân 楊瑞麟    |                            | Em của Lâm Tri phủ |
| Trương Tiếu Thiên 張笑千 |                            | Cháu của Lâm Tri phủ |
| Lương Kiện Bình 梁健平   | Tần Tri phủ 秦知府         | |
| Dương Anh Vĩ 楊英偉      | Sâm Tướng 參 將            | Thuộc hạ của Thiết Mạo Tử Vương Gia |
| Kỷ Bảo La 紀保羅         | Bạch Lãng đại phu 白朗大夫 | Nhà truyền giáo Thành thạo các loại thuốc tây y Đã chữa bệnh cho Tưởng Kiều và Sài Cửu |
| Trịnh Gia Tuấn 鄭家俊    |                            | Phụ tá của Bạch Lãng đại phu |
| Ôn Thượng Nhu 溫尚儒     |                            | Phụ tá của Bạch Lãng đại phu |
| Lưu Thiên Long 劉天龍    | Tốt trưởng 卒 長           | Thuộc hạ của Triệu Nhất Minh |
| Phan Quán Lâm 潘冠霖     |                            | Nữ quân của Thái Bình Thiên Quốc |
| Lương Gia Vịnh 梁珈詠    |                            | Nữ quân của Thái Bình Thiên Quốc |
| Lý Tử Kỳ 李子奇          | Ông chủ Sầm 岑老闆         | Thương gia ngành gạo tại Vô Tích |
| Trần Mẫn Lương 陳勉良    | Ông chủ Mạch 莫老闆        | Thương gia ngành gạo tại Vô Tích |
| La Quân Tả 羅君左        | Ông chủ Chung 鍾老闆       | Thương gia ngành gạo tại Vô Tích |
| Quảng Tá Huy 鄺佐輝      | Ông chủ Châu 朱老闆        | Thương gia ngành gạo tại Vô Tích |
| Tô Ân Từ 蘇恩磁          |                            | Vợ của Ông chủ Sầm |
| Lê Tú Anh 黎秀英         | Ổn Bà 穩 婆                | |
| Tăng Thủ Minh 曾守明     | Sát thủ 殺 手              | Ám sát Sài Cửu với sự chỉ dẫn của Tưởng Tất Văn |
| Vương Duy Đức 王維德     | Sát thủ 殺 手              | Ám sát Sài Cửu với sự chỉ dẫn của Tưởng Tất Văn |
| Cừu Trác Nai 裘卓能      | Sát thủ 殺 手              | Ám sát Sài Cửu với sự chỉ dẫn của Tưởng Tất Văn |
| Quách Đức Tín 郭德信     | Kiên thúc 堅 叔            | |
| Đới Diệu Minh 戴耀明     | Tai Miên 災 民             | |
| Trần Uyển Úy 陳宛蔚      | Nữ tử 女 子                | Dân làng ở Vô Tích, đã vu khống Sài Cửu tội sàm sỡ (tập 11) |
| Trần Úy Nhi 陳蔚而       | Nữ tử 女 子                | Dân làng ở Vô Tích, đã vu khống Sài Cửu tội sàm sỡ (tập 11) |
| Ngũ Tuệ San 伍慧珊       | Dân làng 村 民             | Dân làng ở Vô Tích |
| Liêu Lệ Lệ 廖麗麗        | Dân làng 村 民             | Dân làng ở Vô Tích |
| Ngụy Huệ Văn 魏惠文      | Dân làng 村 民             | Dân làng ở Vô Tích |
| Diệp Khải Nhân 葉凱茵    | Dân làng 村 民             | Dân làng ở Vô Tích |
| Cung Tây Đồng 龔茜彤     | Dân làng 村 民             | Dân làng ở Vô Tích |
| Nguyễn Nhi 阮 兒         | Dân làng 村 民             | Dân làng ở Vô Tích |
| Ninh Tấn 寧 進           | Dân làng 村 民             | Dân làng ở Vô Tích |
| Trác Lạc 卓 躒           | Dân làng 村 民             | Dân làng ở Vô Tích |
| Quan Hạo Dương 關浩揚    | Hoàng Tôn 黃 孫            | Dân làng ở Vô Tích |
| Hoàng Tử Vĩ 黃梓瑋       | Quỳnh 瓊                   | Dân làng ở Vô Tích |
| La Thiên Trì 羅天池      | Tứ 四                      | Dân làng ở Vô Tích |
| Hoàng Nhạc Nhi 黃樂兒    |                            | Dân làng ở Vô Tích |
| Lưu Quế Phương 劉桂芳    |                            | Dân làng ở Vô Tích |
| Giang Phú Cường 江富強   |                            | Dân làng ở Vô Tích |
| Dương Chứng Hoa 楊証樺   | Dương Tiêu Đầu 楊鏢頭      | |

## Quá trình sản xuất
- Ngày 25 tháng 7 năm 2008: Đoàn phim tổ chức buổi họp báo và thử dạo hình tại xưởng phim số 1 của TVB City ở Tướng Quân Áo, chính thức bấm máy vào ngày 9/8 sau đó.
- Ngày 5 tháng 9 năm 2008: Đoàn phim tổ chức buổi lễ cầu may tại xưởng phim số 12 của TVB City.
- Ngày 14 tháng 11 năm 2008: Tất cả diễn viên tham dự bữa tiệc đóng máy của đoàn phim vào buổi tối.
- Ngày 30 tháng 5 năm 2009: Tập cuối của phim được phát sóng, đồng thời từ 19:30 - 20:30 và 22:30 - 23:00 (trước và sau khung giờ lên sóng của phim) đã phát sóng tiết mục mừng "đại kết cục"《Đêm hội Đông Trương Tây Vọng Cân Quắc Kiêu Hùng》.

## Thông tin bên lề
- Nhân vật Tôn Hải Đường vốn dĩ do Diêu Gia Ni thủ vai, nhưng vì đang mang thai nên đã từ chối, sau đó mới đổi thành Hồ Định Hân.
- Đây là bộ phim đầu tiên của Tạ Tuyết Tâm ở đài TVB.
- Đây là bộ phim tái hợp của Thương Thiên Nga và Đặng Tụy Văn từ sau《ICAC: Trong sạch hóa bộ máy chính trị》và《Thử thách hôn nhân》tại TVB, trước đó ở ATV còn có《Ngày mai trời lại sáng》và《Ước mộng tình xuân》.
- Trong phim Nhạc Hoa, Đặng Tụy Văn và Thương Thiên Nga đóng vai vợ chồng, nhưng trước đó trong《Sau ánh mặt trời》(1988) và《Nghĩa bất dung tình》(1989) lại đóng vai cha của họ.
- Đây là lần thứ hai Nhạc Hoa, Lý Thành Xương và Thương Thiên Nga cùng diễn người một nhà từ sau《Nghĩa bất dung tình》(1989).
- Đây là lần thứ hai Lý Thành Xương và Thương Thiên Nga đóng vai anh em từ sau《Nghĩa bất dung tình》(1989)

## Khán giả đón nhận
Từ khi bộ phim này lên sóng đã nhận được rất nhiều sự ủng hộ và hưởng ứng từ công chúng (bao gồm cả từ Internet), mỗi tập đều có một cao trào mới. Bộ phim này không chỉ ngày càng ăn khách mà dần dần còn trở thành chủ đề nóng đối với mỗi người dân Hồng Kông, tỷ suất người xem cũng không ngừng tăng lên.
Lời thoại quen thuộc "Đời người có mấy cái mười năm? Quan trọng nhất là phải sống vui vẻ." của nhân vật chính Sài Cửu (do Lê Diệu Tường đóng) cũng trở thành câu nói phổ biến với người dân Hồng Kông. Đặc biệt ở tập 2, lúc Sài Cửu mắng người là heo tinh thì trùng hợp hôm đó ở Hồng Kông cũng có một khách sạn phải cách ly vì xảy ra dịch bệnh, căn bệnh đó chính là cúm lợn.
Diễn xuất của nữ diễn viên phụ Tạ Tuyết Tâm thủ vai Đại phu nhân đã để lại ấn tượng sâu sắc cho khán giả, khiến người ta vừa "ớn lạnh" vì e sợ vừa nghiến răng nghiến lợi vì căm tức. Lời thoại vàng của Đại phu nhân "Không phải cô chết thì tôi chết, không phải cá chết thì lưới rách." cùng với "Cô chính là kẻ thù của tôi, kẻ thù trời sinh!" và hàng loạt những câu khác đều được người dân Hồng Kông bàn tán say sưa, chiếm giữ số lượng lời thoại "kinh điển" nhiều nhất trong cả bộ phim, từ đó tạo ưu thế được đề cử giải thưởng "Nữ diễn viên phụ xuất sắc nhất" tại Giải thưởng thường niên TVB dịp cuối năm, cuối cùng còn giành được giải thưởng.
Nhân vật nữ chính Tứ phu nhân do Đặng Tụy Văn thủ vai từ khi phim lên sóng cũng được khán giả khen ngợi hết lời, kỹ năng diễn xuất luôn được đánh giá cao, thậm chí có cư dân mạng còn tuyên bố nếu cô không giành được giải thưởng "Nữ diễn viên chính xuất sắc nhất" tại Giải thưởng thường niên TVB năm 2009 thì ngày hôm sau sẽ đi biểu tình ngay trước cổng TVB City, ngay cả Dương Di đã lọt vào Top 5 tranh cử cũng nói đùa tại lễ trao giải rằng nếu Đặng Tụy Văn vẫn không đoạt được giải thì cô cũng sẽ tham dự biểu tình. Kết quả đúng như dự đoán, Đặng Tụy Văn đã nhận được giải thưởng này.
Cuối cùng bộ phim này tại Giải thưởng thường niên TVB năm 2009 đã giành được giải Nam diễn viên chính xuất sắc nhất, Nữ diễn viên chính xuất sắc nhất, Nam nhân vật được yêu thích nhất, Giải thưởng bình chọn tvb.com, Nữ diễn viên phụ xuất sắc nhất, Nam diễn viên tiến bộ nhất và Phim truyền hình xuất sắc nhất. Giám chế Lý Thiêm Thắng cũng nhận được giải Thành tựu trọn đời, trở thành người đầu tiên không phải diễn viên nhận được giải thưởng này, bộ phim đã trở thành người thắng lớn nhất của năm đó.

## Đề cử và giải thưởng

### Giải thưởng thường niên TVB 2009
| Hạng mục                          | Đề cử                | Kết quả        |
| --------------------------------- | -------------------- | -------------- |
| Phim hay nhất                     | 《Xứng danh tài nữ》 | Đoạt giải      |
| Nam diễn viên chính xuất sắc nhất | Lê Diệu Tường        | Đoạt giải      |
| Nữ diễn viên chính xuất sắc nhất  | Đặng Tụy Văn         | Đoạt giải      |
| Nam nhân vật được yêu thích nhất  | Lê Diệu Tường        | Đoạt giải      |
| Nữ nhân vật được yêu thích nhất   | Đặng Tụy Văn         | Đề cử（Top 5） |
| Nam diễn viên phụ xuất sắc nhất   | Ngô Trác Hy          | Đề cử          |
| Nam diễn viên phụ xuất sắc nhất   | Ngao Gia Niên        | Đề cử（Top 5） |
| Nữ diễn viên phụ xuất sắc nhất    | Tạ Tuyết Tâm         | Đoạt giải      |
| Nữ diễn viên phụ xuất sắc nhất    | Thương Thiên Nga     | Đề cử          |
| Nữ diễn viên phụ xuất sắc nhất    | Huệ Anh Hồng         | Đề cử          |
| Nữ diễn viên phụ xuất sắc nhất    | Hồ Định Hân          | Đề cử          |
| Nam diễn viên tiến bộ nhất        | Ngao Gia Niên        | Đoạt giải      |
| Giải thưởng bình chọn tvb.com     | Lê Diệu Tường        | Đoạt giải      |

## Điểm rating
Kỷ lục rating của chương trình truyền hình Hồng Kông trên đài TVB Jade:
| Tuần | Số tập | Ngày phát sóng                      | Rating trung bình | Peaking rating | Tỷ lệ |
| ---- | ------ | ----------------------------------- | ----------------- | -------------- | ----- |
| 1    | 01－05 | 24/07 - 01/05/2009                  | 28 điểm           | 30 điểm        | 89%   |
| 2    | 06－10 | 04/05 - 08/05/2009                  | 30 điểm           | 33 điểm        | 91%   |
| 3    | 11－14 | 11/05, 13/05 - 15/05/2009           | 32 điểm           | 35 điểm        | 91%   |
| 4    | 15－19 | 18/05 - 22/05/2009                  | 35 điểm           | 39 điểm        | 94%   |
| 5    | 20－23 | 25/05 - 28/05/2009                  | 39 điểm           | 43 điểm        | 93%   |
| 5    | 24－25 | 30/05/2009 (tiết mục 2 giờ đồng hồ) | 42 điểm           | *47 điểm       | 96%   |

## Các phim liên quan
Phần tiếp theo của bộ phim được mang tên《Nghĩa hải hào tình》(tên tiếng Anh: Rosy Business II: No Regrets, tên tiếng Trung: 巾幗梟雄之義海豪情) được khởi quay vào tháng 3 năm 2010 và phát hành lần đầu vào ngày 18 tháng 10 cùng năm.
Phần thứ ba mang tựa đề《Điệp huyết trường thiên》(tên tiếng Anh: Rosy Business III: No Reserve, tên tiếng Hoa: 巾幗梟雄之諜血長天) được phát hành vào ngày 19 tháng 12 năm 2016 với sự tham gia của Lê Diệu Tường và Hồ Hạnh Nhi thay thế cho Đặng Tụy Văn bao gồm 26 tập.
Phần thứ tư với tiêu đề chưa tiết lộ được dự kiến sẽ khởi quay vào năm 2021 với sự tái hợp của hai diễn viên chính là Đặng Tụy Văn và Lê Diệu Tường cùng với sự trở lại vai trò biên kịch của Trương Hoa Tiêu.